# اوکلس ۹۴۹۶
سیارک ۹۴۹۶ (به انگلیسی: 9496 Ockels، نامگذاری:4260T-1) نه هزار و چهارصد و نود و ششمین سیارک کشف شده‌است که در ۲۶ مارس ۱۹۷۱ کشف شد.
قدر مطلق سیارک برابر ۱۳٫۶۰ است.